# Raca kongrewska

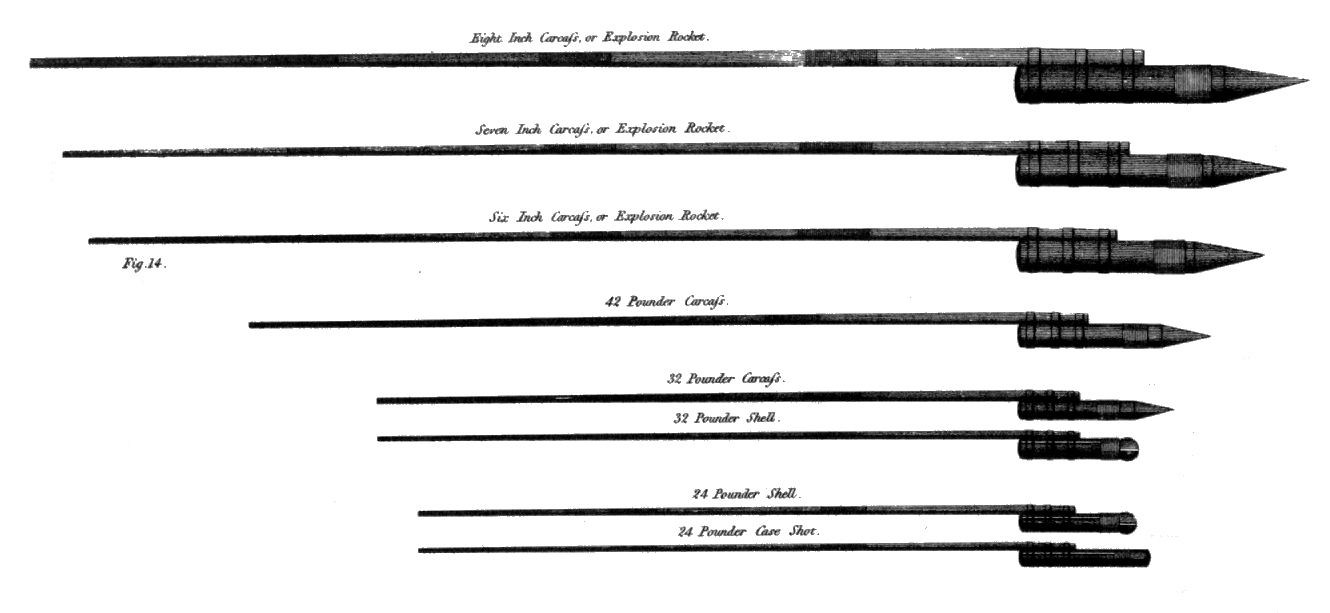
Race kongrewskie

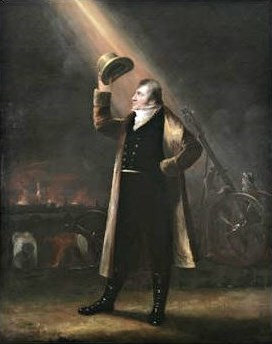
William Congreve z racami kongrewskimi podczas bombardowania Kopenhagi w 1807 na obrazie Jamesa Lonsdale’a

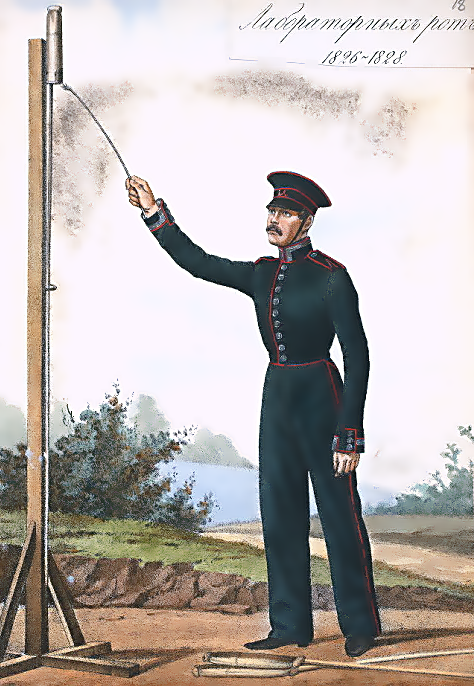
Żołnierz Cesarskiej Armii Rosyjskiej z lat 1826–1828 odpalający racę kongrewską

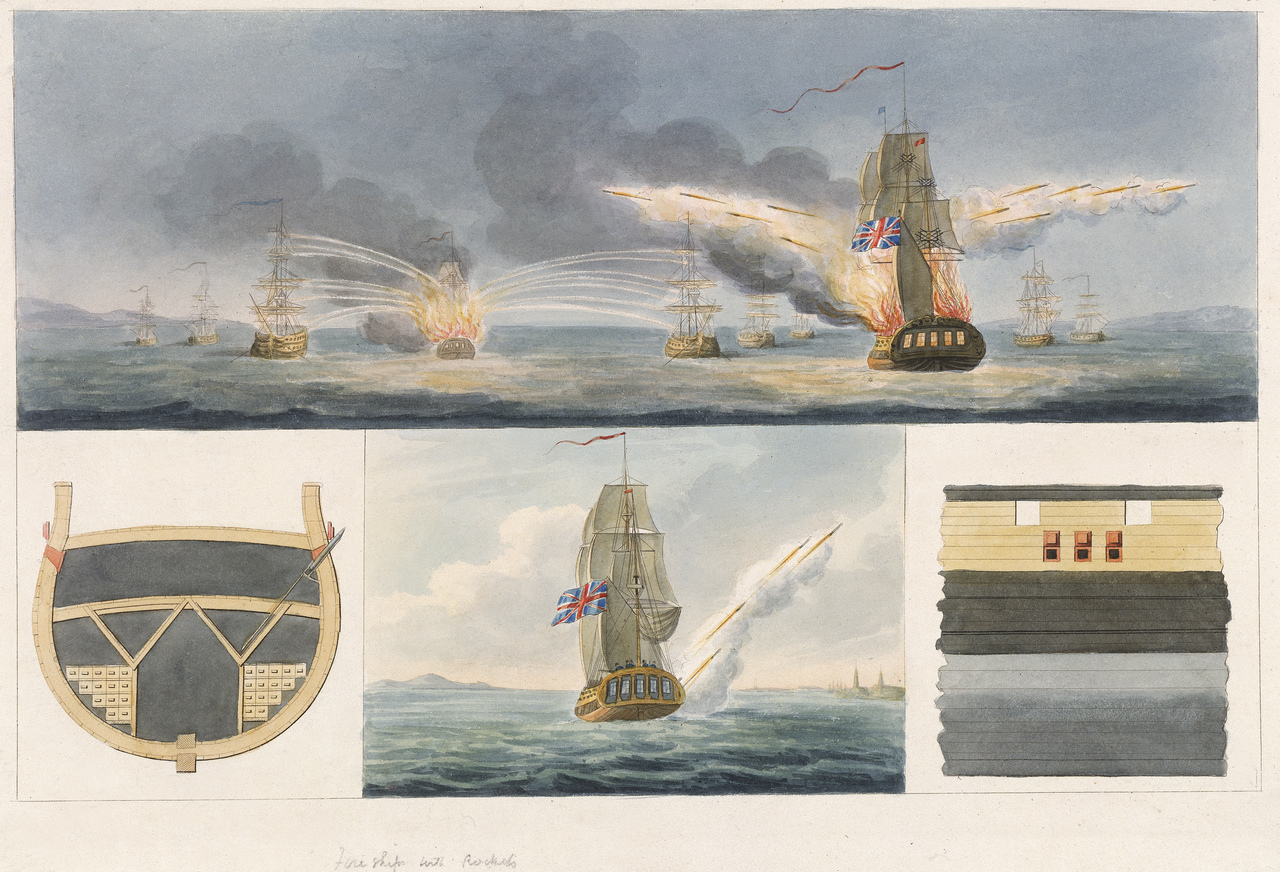
Race kongrewskie na okrętach

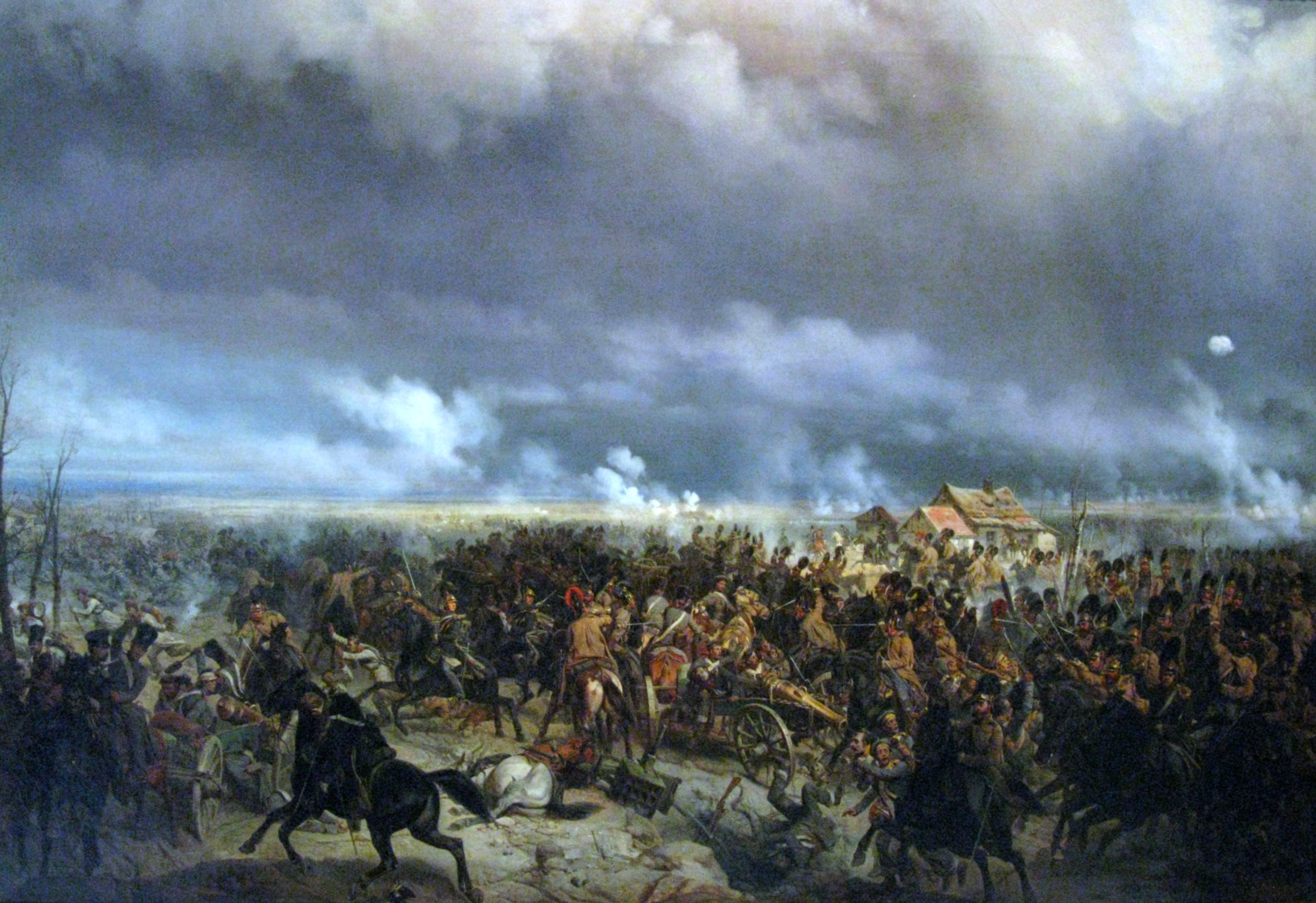
Bitwa pod Grochowem, obraz Bogdana Willewaldego z około 1850. Nad walczącymi widać eksplodujące polskie race kongrewskie, które powstrzymały wówczas rosyjską jazdę

Raca kongrewska (ang. Congreve rocket) – wczesna forma broni rakietowej spopularyzowana i udoskonalona przez Anglika Williama Congreve’a. W Polsce w latach 1815–1819 doświadczenia nad tą bronią prowadził Józef Bem. W Europie broń używana głównie w XIX wieku. Wykorzystywano ją między innymi w czasie wojen napoleońskich (1799/1803–1815), wojny brytyjsko-amerykańskiej (1812–1815), w powstaniu listopadowym (1830–1831), wojnie krymskiej (1853–1856) i powstaniu styczniowym (1863–1864).
Race kongrewskie cechowały się niską celnością i wysoką podatnością na działanie bocznego wiatru. Była to broń o prostej budowie. Race miały znacznie mniejszą masę w porównaniu do tradycyjnej artylerii, więc rakietnicy z racami byli bardziej mobilni. Broń miała podwójne działanie na polu walki – wybuchające rakiety mogły razić przeciwnika i zapalać ostrzeliwane budynki oraz silnie wpływały psychologicznie na przeciwnika. Race były bronią głośną, tworzyły dużo dymu i ognia. Mogły więc wywoływać popłoch u koni przeciwnika, a także negatywnie wpływały na morale nieprzyjacielskich żołnierzy.

## Konstrukcja
Rakiety Congreve’a wywodziły się z indyjskich rakiet używanych przez wojska władców Mysore, Hajdara Alego i Tipu Sultana podczas ich wojen z siłami brytyjskimi. Ich rakiety, stabilizowane długim prętem, miały żelazne korpusy długie na około 20 centymetrów i ładowane 1–2 funtami prochu; cały pocisk ważył między 6 a 12 funtów. Wojska mysorskie były w stanie wystrzelić ich setki w jednej bitwie, z różnym efektem.
Pierwotna konstrukcja rakiet Congreve’a była podobna, czyli składała się z blaszanej rury wypełnionej czarnym prochem jako materiałem pędnym. Do tego korpusu przymocowany był długi pręt służący do utrzymania kierunku i równowagi. Dzięki lepszemu upakowaniu pędnika, pierwotne rakiety, o wadze 6–8 funtów i łącznej długości ok. 10 m (z prętem), osiągały zasięg do 2000 jardów (1800 metrów). Congreve dążył do stworzenia większych rakiet, które uważał za praktyczniejsze i ustanowienia całego systemu rakietowego, dzięki któremu możliwe by było masowe wystrzelenie setek rakiet, by osiągnąć zamierzony cel niszczący.
Budowa rac kongrewskich zmieniała się z czasem i ciągle je udoskonalano. Początkowo drążek, który tworzył ogon mający stabilizować tor lotu, mocowano do głowicowej części rakiety z boku. Później race udoskonalono tak, że drążek znajdował się pośrodku. Zaczęto też w racach stosować po kilka otworów ujścia gazów, odpowiednio je formowano lub dodawano do kadłuba skrzydełka, by wywoływać stabilizujący ruch obrotowy.
Congreve zbudował dwa typy rakiet – większe przewidziane były przede wszystkim dla Royal Navy i Royal Marine Artillery, do użycia w bombardowaniach; mniejsze, przeznaczone były także jako artyleria polowa, przez wojska lądowe. Ciężkie rakiety miały kaliber 8 i 6 cali (203, 178 i 152 milimetry). Przewidziane były do ostrzałów oblężniczych, największe z nich przenosiły 50-funtowy ładunek zapalający lub wybuchowy. Średnie rakiety występowały w kilku odmianach:
- 42 funtowej, głowica:
  - 12–18 funtowy ładunek zapalający
  - granat 12 lb
  - granat 5,5 calowej haubicy
- 32 funtowej, głowica:
  - 12–18 funtowy ładunek zapalający
  - granat 9 lb
  - lita kula 18 lub 24 lb
  - kartacz (100–200 kul muszkietowych)
  - wybuchowa: stożkowata, z ładunkiem 5–12 lb czarnego prochu
- 24 funtowej, z podobnymi, nieco mniejszymi głowicami.

Lżejsze rakiety występowały w odmianach 18, 12, 9 i 6 funtowej, wszystkie z głowicami powyższych typów (zapalającej, wybuchowego granatu, kartacza i litej kuli). Pociski od 32 funtów w dół przeznaczone były także do użycia w polu, przez Royal Marine Artillery i Royal Horse Artillery. Maksymalny zasięg rakiety 42 funtowej wynosił 3500 jardów, 32 funtowej – 3000 jardów, 12 funtowej – 2500 jardów.
Do wyrzucania rac stosowano kilka rozwiązań. Czasem były to machiny na kołach, ciągnięte przez konie. W machinach tych zamontowane były rynny, w których umieszczano race kongrewskie. Rynny posiadały mechanizmy pozwalające ustawić je pod różnymi kątami. Wyrzutnie na kołach wyposażone były w kilka rynien i pozwalały na jednoczesne odpalanie kilku rac kongrewskich naraz. Stosowano też prostsze wyrzutnie rakiet. Zbudowane były w formie kozłów na trzech nogach, z czego jedną nogą była rynna do umieszczania tam racy kongrewskiej.

## Race kongrewskie w wojsku polskim
Pierwsze eksperymenty z racami kongrewskimi w wojsku polskim przeprowadzał w latach 1815–1819 artylerzysta oraz inżynier wojskowy Józef Bem. W 1819 sporządził w języku francuskim raport poświęcony swoim eksperymentom pod tytułem Notes sur les fusees incendiares (pol. Uwagi o rakietach zapalających). Był on przeznaczony dla ówczesnego naczelnego wodza armii polskiej pełniącego obowiązki gubernatora wojskowego Królestwa Polskiego wielkiego księcia Konstantego Romanowa. Niemiecki przekład raportu Bema ogłoszono drukiem w 1820 w Weimarze pod tytułem Erfahrungen über die Congrevischen Raketen (pol. Doświadczenia z rakietami kongrewskimi) . W wyniku prac badawczych nad praktycznym użyciem rac kongrewskich oraz ich udoskonaleniom utworzono dzięki Bemowi w armii polskiej pierwsze oddziały artylerii rakietowej.
W Wojsku Polskim Królestwa Kongresowego dnia 30 sierpnia 1822 utworzono I Polski Korpus Rakietników. Dowódcą został generał Piotr Karol Bontemps, którego adiutantem polowym był kapitan Józef Bem. Korpus składał się z dwóch pododdziałów:
- Półbateria Rakietników Konnych – dowódca kapitan Józef Jaszowski, stan osobowy w 1830 to 126 żołnierzy, w tym 7 oficerów,
- Półkompania Rakietników Pieszych – dowódca kapitan Karol Skalski, stan osobowy w 1830 to 150 żołnierzy, w tym 6 oficerów.

### Użycie rac w powstaniu listopadowym
Na początku 1831 podczas trwania powstania listopadowego półbaterię konną przeformowano w klasyczną baterię artylerii. Zrezygnowano z rakiet, a na wyposażenie przydzielono 8 armat 3-funtowych. Sprzęt z półbaterii konnej przekazano do półkompanii pieszej. W ten sposób z półkompanii pieszej powstała Kompania Rakietników Pieszych. Kompania ta wyposażona była w 10 wyrzutni kołowych zdolnych odpalić po cztery race kongrewskie naraz. Dodatkowo posiadano 13 przewoźnych kozłów, z których pojedynczy rakietnik mógł odpalać rakiety.

W czasie trwania powstania listopadowego rakietnicy brali udział w kilku bitwach. Najbardziej wykazali się w bitwie o Olszynką Grochowską, do której doszło 25 lutego 1831. W bitwie tej rakietnicy wystrzelili race kongrewskie na oddziały jazdy rosyjskiej. Race nieznane wojsku rosyjskiemu wywarły silny wpływ na żołnierzy i konie przeciwnika. Ostrzał ten zniweczył atak rosyjskiej jazdy, do którego się przygotowywała. Użycie rac kongrewskich w tej bitwie opisał w swoich wspomnieniach Henryk Janko (pisownia oryginalna): 

Tu widziałem po raz pierwszy użycie rac kongrewskich; ten ryk przy wylocie z koziołka, szelest głośny i dym gęsty w całym dalszym ich locie, może trwożyć i łamać konnicę przeciwnika. Wystąpiła też baterya rakietnicza z dobrym skutkiem pod koniec bitwy grochowskiej. Race miały być wyrobu jenerała Bema, gdy jeszcze służył pod w. ks. Konstantym jako kapitan artylerii; nie było ich nad 500 projektyliów.

### Użycie rac w powstaniu styczniowym
Race kongrewskie były też używane pod koniec powstania styczniowego w oddziałach podlaskich i lubelskich: Karola Krysińskiego, Józefa Władysława Ruckiego, Kajetana Cieszkowskiego „Ćwieka”, Władysława Rudowskiego „Sawy” i Walerego Kozłowskiego. Jest kilka wyraźnych wzmianek o użyciu z powodzeniem rac kongrewskich w paru bitwach. Przykładowo 2 listopada 1863 w bitwie pod Chełmem, dowodzący siłami polskimi Walery Kozłowski użył rakietników, którzy za pomocą tej broni rozproszyli wrogą kawalerię. Zachowały się też opisy wykorzystania rac kongrewskich. Użycie ich w bitwie pod Malinówką 20 listopada 1863 zostało opisane w następujący sposób (pisownia oryginalna): 

Za jazdą ustawiony był przyrząd do rzucania rac, które mieszały szyki ułanów rosyjskich. Nieprzyjaciel otworzył ogień z kartaczami z czterech dział, od których poległ rakietnik, miejsce jego zajął ktoś inny. [...] Kozłowski polecił Rostworowskiemu biedz, aby rakiet użyto. Rostworowski zastał znów posadę rakietnika wakującą i sam zabrał się do rzucania rakiet i kilka rac udało mu się rzucić w sam środek dragonów, których konie spłoszone dziwnym świstem i szumem, jakie wydawały rakiety, trzaskiem pękających granatów i sypiącymi się wokoło iskrami, zupełnie złamały szeregi. Wnet jednak „artyleria Rostworowskiego” umilkła, gdy kartacze nieprzyjacielskie zmiotły stolik, z którego puszczano race.